# Maxi - Il grande processo alla mafia
Maxi - Il grande processo alla mafia è una miniserie televisiva italiana trasmessa per la prima volta nel 2018 su Rai Storia.
Mescolando finzione e vere immagini di repertorio, la serie racconta la storia del Maxiprocesso di Palermo, il grande processo alla mafia celebrato a Palermo dal 1986, e le vicende di alcuni personaggi che vi ruotano attorno.